# هيلين دوبريويل
هيلين دوبريويل (بالفرنسية: Hélène Dubreuil)‏ هي مصممة الإنتاج فرنسية، ولدت في 14 مايو 1967 في فرنسا.

## وصلات خارجية
- هيلين دوبريويل على موقع IMDb (الإنجليزية)
- هيلين دوبريويل على موقع ألو سيني (الفرنسية)
- هيلين دوبريويل على موقع أول موفي (الإنجليزية)
- هيلين دوبريويل على موقع قاعدة بيانات الفيلم (الإنجليزية)
- هيلين دوبريويل على موقع كينوبويسك (الروسية)